# ریوارد، شهرستان کرن، کالیفرنیا
ریوارد (به انگلیسی: Reward) یک منطقهٔ مسکونی در ایالات متحده آمریکا است که در شهرستان کرن، کالیفرنیا واقع شده‌است. ریوارد ۳۸۹ متر بالاتر از سطح دریا واقع شده‌است.